# Gerry Arling
Gerard (Gerry) Bernard Heinrich Arling (Emmen, 25 oktober 1961 – Amsterdam, 20 februari 2025) was een Nederlandse jazz- en popmuzikant.

## Levensloop
Afkomstig uit Emmer-Compascuum volgde hij een studie Lichte Muziek (Jazz) in Hilversum. Vanaf 1983 maakte hij naam in het popcircuit in en om de stad Groningen. In vele lokale bands speelde hij basgitaar, vaak samen met zijn broer Harry Arling op drums.
In later jaren legde hij zich steeds meer toe op jazz en, samen met Richard Cameron in het duo Arling & Cameron, elektronische jazz-rock. Daarmee wonnen ze in 2000 de Popprijs.
In 1997 mixte hij voor Fay Lovsky het album Talking Talking Talking.
In mei 2005 presenteerde hij in het Grand Theatre in Groningen De Tijd 1.1, een trance-jazz-fusion-live-remix van de Louis Andriessen-compositie De Tijd. Deze werd ondersteund door elektronisch musicus Jan Klug en zangeres Vera van der Poel en is door de componist geïntroduceerd.
In het seizoen 2005/2006 maakte hij samen met broer Harry Arling de muzikale kindervoorstelling De Astronaute en de Ster waarin twee acteurs (Harry Arling en Nynke Heeg) het spel deelden met geanimeerde karakters geprojecteerd op een groot scherm. De karakterstemmen werden ingesproken door o.a. Bert Visscher, Meindert Talma, Mads Wittermans en Arno van der Heyden. De Astronaute en de Ster heeft in het najaar van 2006 tot het voorjaar van 2007 ca. 60 voorstellingen.
Gerry Arling overleed in februari 2025 op 63-jarige leeftijd.

## Bands
- AA & The Doctors - basgitaar
- Human Electric - basgitaar, gitaar, toetsinstrumenten
- State of Soul - basgitaar, gitaar, toetsinstrumenten
- Van Binsbergen - basgitaar
- V.O.L.V.O. - drumcomputer, sampler, synthesizer
- Van As & Arling - elektronische instrumenten, gitaar, toetsinstrumenten
- Popcorn (II) - drumcomputer, sampler, synthesizer
- Arling & Cameron - basgitaar, componist, producer
- Gerry En Harry's Groots Opgezette Multimedia Spektakel Show - gitaar, zang
- Artless3 - bass en zang
- Arling's Bombay Connection - arrangement, gitaar en basgitaar

## Discografie
- Ruud van As en Gerry Arling - "Nice Guys"
- Be Meiborg trio - "the Doctors Tenor"
- Barritone Madness -"Heavy Berries"
- Frans Vermeersen - "All Ears"
- Bastards of the Universe - "Gaan,Gehen,Go!"
- vanBinsbergen - "vanBinsbergen"
- Human Electrics - "Human Electrics"
- State of Soul - "State of Soul"
- V.O.L.V.O - "Airbag"
- Easy tune 1 t/m 4 - "Easy Tune presents"
- Easy tune - "Best of Easy tune"
- Arling&Cameron en Joost Swarte - "Soundshopping"
- Arling&Cameron - "All In"
- Arling&Cameron - "Music for immaginary films"
- Arling&Cameron - "We are A&C"
- Arling&Cameron - "Hifi-Underground"